# Saint-Julien-de-Gras-Capou

Saint-Julien-de-Gras-Capou este o comună în departamentul Ariège din sudul Franței. În 1 ianuarie 2022 avea o populație de 83 de locuitori.